# Tekkaman The Space Knight
Tekkaman: The Space Knight (宇宙の騎士テッカマン Uchū no Kishi Tekkaman?) es un anime de 1975, del género Henshin Hero (héroe con superpoderes no permamentes al transformase o vestir un traje especial), muy popular en Japón de los años setenta y ochenta, producido por la casa de anime Tatsunoko Production.
Esta serie animada consta de 26 capítulos y fuera de Japón solo se trasmitió en Estados Unidos y en Italia. Si bien los movimientos y animación eran adelantados para su época, su trama era algo repetitiva y ello provocó bajos índices de audiencia de teleaudiencia en el país Nipón, teniendo como consecuencia su cancelación repentina, sin lograr generar un desenlace para la trama principal de la serie y la historia de sus personajes en una segunda temporada de capítulos.
A pesar de lo anterior, Tekkaman es uno de los personajes más populares de la casa de animación Tatsunoko Pro. En obras recientes ha sido uno de los personajes principales como en los videojuegos Tatsunoko Fight, Tatsunoko vs. Capcom: Cross Generation of Heroes y 
Tatsunoko vs. Capcom: Ultimate All-Stars. También es protagonista junto a Gatchaman, Casshan y Hurricane Polymar, en la serie animada en 3-D Infini -T Force; todas series de Tatsunoko, producida en la década de los setenta, ante la creciente popularidad de los cómics y series animadas de superhéroes estadounidenses, como Marvel, DC y el universo de superhéroes de Hanna Barbera. 
El tema de apertura, “Tekkaman no Uta,” fue interpretado por Ichirou Mizuki, escrito por el departamento de planificación de Tatsunoko Pro. (Líricas) y Asei Kobayashi (música) y arreglado por Bob Sakuma, quien compuso toda la música para la serie.

## Argumento
En un futuro no muy distante, el planeta Tierra perdió toda su vegetación debido a la contaminación y las guerras.
Joji Minami, hijo de un afamado investigador espacial, el Dr. Kousei Minami, busca junto a su padre encontrar otro planeta para la raza humana, ya que a la Tierra le quedan solo 3 años de subsistencia. El Dr. Minami organiza una exploración espacial hacia las estrellas, en busca del nuevo destino de la humanidad. Despega de la tierra en el "Space Angel", una nave científica preparada para buscar el próximo hogar de la raza humana, pero cerca de la órbita de Saturno sufre un ataque sorpresivo de una raza de extraterrestres conquistadores de planetas, los Waldaster, que los interceptan y destruyen la nave exploradora. Joji, que no se encontraba a bordo, ve impotente desde el comando espacial terrestre, cómo muere su padre en el ataque invasor.
A raíz de estos acontecimientos, el profesor Souzou Amachi, científico investigador de renombre mundial y amigo del Dr. Minami, devela el proyecto secreto en el que ambos habían estado trabajando: PEGAS, un robot gigante que le daría a su piloto un revestimiento de metal especial que maximizan las cualidades físicas de su portador, un poder inimaginable en el universo, convirtiéndolo en Tekkaman, The Space Knight.
Tekkaman, el Guerrero del Sol, debe batallar contra los Waldaster e impedir que destruyan a la raza humana, junto a la ayuda de sus amigos los Space Knight. La serie fue cancelada luego de solo 26 capítulos. Por ello el último tiende a tomarse como una interrupción no muy bien concretada, porque en el último minuto todo acaba de una manera abrupta.
Al final de la serie se puede apreciar como Tekkaman junto a su fiel robot Pegas se lanzan contra la nave Waldaster, mientras sus amigos los Space Knights se teletransportan hacia un planeta que promete ser la próxima Tierra. Se presume que Joji Minami, el Tekkaman The Space Knight murió durante el ataque y junto con él, el secreto del guerrero del sol.

## Personajes
Los Space Knight son un grupo exploradores espaciales que ante la amenaza Waldaster, sirven de único frente de batalla contra dicha raza extraterrestre. Liderados por el Profesor Souzou Amachi  desde la Tierra y a bordo de la nave espacial Blue Earth enfrentan los diversos desafíos que conlleva defender el planeta. Los integrantes de los Space Knight son:

### Prof. Souzou Amachi
Dr. Richardson en el doblaje inglés, es el mentor de los Space Knight y el guía para las misiones asignadas. Es un célebre científico amigo del Dr. Kousei Minami, y es padre de Hiromi. Tiene renombre de clase mundial y es el responsable del centro de investigación espacial de la Tierra. Dentro de sus trabajos más secretos se encuentra la invención de PEGAS, el robot que es la llave de la investidura de metal llamada Tekkaman. Solo puede ser llevada por aquellas personas que tengan un espectro de onda especial dentro de su cuerpo, lo que le da la posibilidad de acceder a un poder inimaginable. Su otro proyecto es darle continuación al sueño del Dr. Minami de encontrar la Segunda Tierra, pero para ello necesitan capturar una nave extraterrestre de los Waldaster para extraerle la maquinaria que permita que la nave espacial acorte los espacios del universo mediante un salto (lo que en el universo Macross se conoce como Fold). El Prof. Amachi es calmado, analítico y reservado, aunque su papel se reduce solo a monitorear las actuaciones de los Space Knight.

### Joji Minami
Es un piloto espacial hijo del Dr. Kousei Minami y poseedor de un espectro de onda compatible (pero no apto en su totalidad) para portar la armadura Tekkaman. Por ello Tekkaman solo tiene 37 minutos con 33 segundos para poder funcionar sin poner a Joji en peligro de muerte. Al pasar ese tiempo la armadura Tekkaman provocará un colapso en las funciones biológicas de Joji, afectando su movilidad y signos vitales. Joji es el héroe central de la trama. Es impetuoso, apasionado y aventurero, sigue sus instintos y defiende con valor al planeta. Como caballero del espacio, Tekkaman tiene poderes impresionantes; no vuela por sí mismo pues necesita de Pegas para transportarse. Dentro de su arsenal se encuentra tener fuerza sobrehumana, agilidad, resistencia a ataques láser y balas, cuenta con una lanza de doble punta indestructible, un látigo de acero que además de azotar a los Waldaster le sirve para recuperar su lanza y el poderoso Volt-Tekker, una bola de energía que sale de su frente y que desintegra lo que toca. esta arma secreta es la carta de triunfo de Tekkaman y su principal punto débil pues drena su energía hasta el punto de quedar vulnerable a los ataques. Joji odia a los extraterrestres y busca eliminar a los Waldaster a toda costa y así cobrar venganza por la muerte de su padre. En el doblaje estadouidense, es conocido como Barry Gallagher, y para la trama de dicha localización es un piloto de coches de carreras y no un explorador espacial.

### Hiromi Amachi
Hija del Prof. Amachi y piloto integrante de los Space Knight, es la compañera inseparable de Joji y se plantea como una posible novia del héroe. En el transcurso de la serie nunca llegan a nada formal en la relación sentimental de ambos, aunque el vínculo entre ellos es fuerte. Su personalidad es pasiva y estereotípica. Es habilidosa aunque no es considerada un personaje fuerte; la clásica dama en peligro.
Es sobreprotectora y muy amable; le da a Joji un equilibrio en sus acciones precipitadas y calma su temple.

### Andro Umeda
Extraterrestre con apariencia humana del planeta Sanno. Su nombre deriva de la galaxia de Andrómeda. Andro cae en la Tierra en un meteorito, escapando de la destrucción de los Waldaster. Su sueño es volver a su planeta natal, que sufre el mismo problema que la Tierra. Los Waldaster han destruido su planeta y asesinado a todos sus habitantes; Andro busca vengarse a cualquier precio y hacer pagar a los Waldaster por sus fechorías. Andro tiene habilidades psíquicas al detectar presencias malignas y telequinéticas al desmaterializarse a otro espectro de la realidad y convertirse en una sombra de energía que le permite traspasar paredes, volar, teletransportarse, correr con agilidad y desarrollar fuerza sobrehumana. También le permite sobrevivir en el espacio por breves lapsos de tiempo. si su habilidad se utiliza con demasía Andro cae en estado de agotamiento y se vuelve vulnerable a los ataques. Por su personalidad irreverente, sobre confianza de sus poderes y conocimiento extraterrestre, sus actitudes le parecen sospechosas a Joji, quien odia a los extraterrestres y que constantemente lo enfrenta y lo tilda como traidor. A pesar de ello, su odio hacia los Waldaster por haber destruido su mundo hogar es el tronco común que lo une a Joji.

### Mutan
Es un mutante (de allí su nombre) de aspecto adorable e inocente similar al cruce de una ardilla con pato que es proveniente del planeta Sanno. Al igual que Andro puede convertirse en una sombra de energía y traspasar los límites físicos; posee un poder especial de curación, rayos caloríficos que emanan de sus ojos y por la boca puede lanzar llamas a voluntad. También tiene poderes psíquicos: detecta presencias malignas alrededor. Mutan es tierno y bien intencionado, no duda en dar su ayuda cuando puede y a pesar de su aspecto es muy valiente.

### PEGAS
Diminutivo de Pegasus, es un robot de gran tamaño desarrollado de manera conjunta por el Prof. Amachi y el Dr. Minami. PEGAS que es la clave para que Joji se convierta en Tekkaman con solo dar la orden "Tek-Set"; es un poco lento para hablar y moverse, pero posee una gran fuerza y resistencia. La cabina de conversión de Tekkaman se encuentra dentro del pecho de Pegas y Joji accede a ella desde sus piernas. Es el principal medio de transporte de Tekkaman y lo que le garantiza su regreso a su forma original. A pesar de su forma lenta y aparentemente autómata, PEGAS puede dar consejos, opiniones y tomar decisiones por sí mismo, para ayudar a Joji cuando es requerido.

### Waldasters
Del lado de los antagonistas de la serie están los Waldaster, movimiento militar aparentemente conformado por diferentes razas alienígenas, que se dedican a conquistar el espacio y aprovechar los recursos de los planetas y razas conquistadas. Los Waldasters están conformados por los siguientes personajes:

### Lord Dobrai
Es el líder supremo de los Waldaster, su apariencia es similar a un pulpo cruzado con una medusa, tiene un solo ojo y al parecer su localización esta en el planeta de origen de los Waldaster, se comunica por medios psíquicos con Rambos, General de la armada Waldaster. El principal motivo de ataque a los terrícolas es la mera conquista de la Galaxia, tema recurrente en series de la casa Tatsunoko Pro. Es extremadamente cruel e inteligente, aunque muy tolerante con su incompetente general. Aparentemente es omnisciente, y da las órdenes a su general para que este las ejecute. El encuentro final contra Dobrai nunca es visto pues la serie fue cancelada abruptamente en su episodio 26.

### General Rambos
Como lo indica su título, es el responsable de comandar las tropas Waldaster. Su apariencia es delgada, con piel amarilla y aspecto similar a un insecto antropomorfo. Se diferencia de sus tropas que son más esbeltas y genéricas, viste una capa roja y es cruel, aunque incompetente. Se sobreentiende que ha tenido mucho éxito en la conquista de otros mundos, pues Andro le culpa de ser el que conquistó el Planeta Sanno, lugar de donde procede él y Mutan. Es cobarde como todo cliche de esbirro de anime setentero, pero muy confiado en su armada. Debido a sus constantes derrotas ante Tekkaman, es castigado por Lord Dobrai, a través de los poderes Psíquicos y Telequinéticos de este. Algo que hay que notar es que utiliza varias estrategias contra Tekkaman, desde ataques masivos con diversidad de naves de batalla, armas especiales, robots gigantes, ataques de infiltración especial, engaño, secuestro, emboscadas, espionaje, sabotaje, atentados contra líderes militares y políticos, introducción de especies alienígenas a la tierra, etc. lo cual habla mucho de sus habilidades logísticas, sin embargo ninguna tiene los efectos deseados.

### Tropas Waldaster
Ejército de guerreros extraterrestres, de diferentes razas, formas y tamaños, en su mayoría con apariencia de lagartos, plantas e insectos, con diversidad de habilidades y atributos. Están al servicio de Lord Dobrai y bajo las órdenes del General Rambos, quienes constituyen la fuerza de dominación y conquista espacial Waldaster. A pesar de que los colores varían entre especies, son generalmente de color naranja con tonalidades rojas, moradas y verdes. Utilizan maquinaria biotecnológica avanzada en comparación a la humana, con formas orgánicas y flexibles.
- El soldado Waldaster ordinario: Tiene forma humanoide con rasgos de lagarto o algunos de plantas, un poco más robustos y musculosos que un humano normal, aparentemente no tienen boca y son los más comunes.

- El Waldaster de infantería pesada: Es un alienígena andromorfo, con rasgos de lagarto o algunos de plantas, de mayor tamaño que el Waldaster común, es como un gigante, similar al tamaño de PEGAS, goza de gran fuerza y resistencia.

- Los pilotos Waldaster: son usualmente seres con apariencia de insectos ligeros, delgados y con ojos saltones, encargados de conducir las naves de asalto alienígenas.

- Fuerzas especiales Waldaster: Alienígenas con poderes especiales, capaces de trascender los límites físicos de la realidad. Son de aspecto diverso, algunos con aspecto insectoide. Su forma de operar es similar a la de los Ninjas, que al igual que Andro Umeda, pueden desmaterializarse a otro espectro de la realidad y convertirse en una sombra de energía que les permite traspasar paredes, volar, teletransportarse, correr con agilidad y desarrollar fuerza sobrehumana. Algunos pueden sobrevivir en el espacio por breves lapsos de tiempo y algunos tiene poderes de generar rayos láser que queman o pulverizan lo que tocan. Otros son expertos en uso de armamento especial y técnicas de espionaje, infiltración e inteligencia militar.

## Diferencias entre Tekkaman y Tekkaman Blade
Si bien ambas series son producidas por la misma Tatsunoko Pro. tiene diferencias sustanciales:
- Tekkaman Blade no es la continuación de Tekkaman The Space Knight, es más una actualización, una nueva versión en un futuro similar pero no el mismo. Joji no es Takaya, son dos personajes totalmente diferentes tanto en apariencia como en esencia.
- Tekkaman es una armadura forjada de manera dolorosa alrededor del cuerpo de Joji; Tekkaman Blade es una armadura pero como una mutación del cuerpo de Takaya extraída del cristal Radam que es parte de él a raíz de la mutación sufrida por la Tekplant de los Radam.
- La tecnología Tekkaman es un logro del trabajo de los humanos; en cambio, la tecnología Tekkaman en Tekkaman Blade es un logro de los Radam como arma para utilizar a los mismos habitantes de los planetas que conquistan como sus heraldos y generales al mando de ejército de bestias radam, por ello es que se puede ver Tekkaman aliens de otras estrellas en las OVAS Tekkaman Blade II.
- En Tekkaman the Space Knight, Joji es el único que puede transformarse en Tekkaman; en Tekkaman Blade es Takaya junto a toda su familia quienes pueden transformarse en Tekkaman. Posteriormente los Humanos aprenden la tecnología Radam y son capaces de construir sus propias armaduras, llamadas Sol Tekkaman. también en Tekkaman Blade II los humanos engullidos por las Plantas Radam pueden transformarse en una clase de Tekkaman, más débiles que los generales Tekkaman de la familia de Blade, llamados Tekkaman Primary Bodies.
- Tanto Tekkaman The Space Knight como Tekkaman Blade tienen un lapso de tiempo para pelear. En el caso de Joji solo tiene 37 minutos con 33 segundos antes que la armadura haga colapsar su cuerpo, debido a que su espectro de onda no es totalmente compatible con el de Tekkaman. Por otro lado Tekkaman Blade tiene solo 30 minutos para poder pelear. Al pasar dicho tiempo, la armadura Tekkaman toma posesión de la mente de Takaya y lo vuelve inestable, incapaz de reconocer a amigos de enemigos; lo vuelve sumamente violento e imparable. El sistema Radam de armadura Tekkaman se complementa con un parásito Radam que durante el proceso de conversión en la Tek-plant es injertado en la base del cráneo del huésped y que somete a totalidad la voluntad de éste; Blade es el único Tekkaman que no cuenta con la invasión del parásito Radam en su cuerpo.
- En Tekkaman Blade Miyuki y el Dr. Aiba, hermana y padre de Takaya respectivamente, aparentemente no tienen las condiciones físicas para ser un Tekkaman. En el caso de Miyuki, no es totalmente compatible y al final su cuerpo se descompone a nivel celular, mientras que el Dr. Aiba es regurgitado por la Tek Plant por no ser compatible. En otros casos las tekplant desintegran en el acto las células principales de los huéspedes que no son aptos.
- El Voltekker de Joji es una bola de energía que es expulsada de su frente, en cambio el de Takaya es un rayo constante que es generado por dos paneles con cuatro reactores en cada uno, ubicados en los hombros de Blade.
- Los Waldaster son unos extraterrestres que buscan conquistar la Tierra al igual que los Radam, pero estos últimos en Tekkaman Blade nunca son vistos.
- De acuerdo al juego Tatsunoko Fight de PSX, el amo de los Waldaster, "Lord Dobrai" (un ser parecido al cruce de un pulpo con una medusa de un solo ojo) puede realizar el Tekset, algo que nunca pudo concretizarse en la serie debido a su repentina cancelación, dándole un aspecto muy cibernético.
- Se presume que Joji Minami, el Tekkaman The Space Knight murió durante el último ataque Waldaster, pero en Tekkaman Blade se puede apreciar su presencia en el penúltimo capítulo (ep. 48) junto con Hiromi, cuando Joji salva a un niño de ser aplastado por unas rocas; asimismo del lado de la base terrestre aparece Andro al lado de Rebin.
- El Pegas de la serie original tiene el mismo funcionamiento del Pegas en Tekkaman Blade, aunque la transformación de Takaya proviene del cristal radam y Pegas fue construido para mantener unido dicho cristal que fue rajado por Tekkaman Dagger.

## VideoJuegos
Tekkaman The Space Knight aparece como personaje seleccionable en el videojuego de peleas Tatsunoko Fight desarrollado por Electronics Application y publicado por Takara lanzada en Japón en octubre de 2000 para la consola de videojuegos PlayStation. Comparte historia con Andro Umeda y su fiel compañero Pegas, quien a diferencia de Andro no es un personaje seleccionable, más bien es un arma que utiliza el Caballero del Espacio en uno de sus súper movimientos. También junto a Tekkaman aparece Lord Dobrai quien se convierte en una especie de Tekkaman al ejecutar el Tekset.
Tekkaman también aparece en el juego de peleas crossover "Tatsunoko vs. Capcom: Cross Generation Heroes", titulado para Japón y "Tatsunoko vs. Capcom: Ultimate All Stars". es un videojuego de lucha distribuido por Capcom y desarrollado por Eighting para Arcade y para la consola Wii. La versión Americana salió a venta el 26 de enero de 2010, en Japón el 28 de enero de 2010, en Europa el 29 de enero de 2010 y en Australia el 4 de febrero de 2010, teniendo como game play similar a Marvel vs Capcom. En este videojuego, Tekkaman es parte del roster de personajes Tatsunoko y se le ha dotado de características más propias, como un personaje pesado y fuerte, haciendo alusión a su título de Caballero en armadura, con ataques de mediano alcance gracias a su lanza de doble punta, utiliza a Pegas para cargar contra el enemigo y tiene su clásico Volt Tekker, que en esta versión, no es una bola de energía como en la serie original, sino que es un flujo de plasma constante emanado de su frente. Comparte una serie de movimientos básicos y especiales con Tekkaman Blade que también es seleccionable en el mismo juego, pero éste es más ligero y ágil en comparación con su contraparte original.
- Datos: Q2268511